# Machame Narumu
Machame Narumu è una circoscrizione rurale (rural ward) della Tanzania situata nel distretto di Hai, regione del Kilimangiaro. Conta una popolazione di 12 077 abitanti (censimento 2012).